# Konwertaza C3

Powstawanie konwertazy C3

Konwertaza C3 – enzym (EC 3.4.21.43/3.4.21.47), który katalizuje rozkład białka dopełniacza C3 na dwa składniki C3a i C3b.
Istnieją dwie jego formy:
- enzym złożony ze składników C4b-C2a, który powstaje w klasycznej drodze aktywacji dopełniacza. Dokonuje się to gdy składnik C1s odcina składnik C2b od związanego z błoną komórkową kompleksu C4b-C2a
- enzym składający się z kompleksu C3bBb, który powstaje w alternatywnej drodze aktywacji dopełniacza. Dokonuje się to gdy związany z błoną komórkową składnik C3b łączy się z czynnikiem B, który z kolei jest rozcinany przez czynnik D na Ba i Bb. Bb zostaje połączone z C3b, a Ba uwalniane jest do otaczającego środowiska

Po utworzeniu obie formy konwertazy C3 katalizują reakcję podziału C3 na C3a i C3b (stąd nazwa konwertaza C3). C3b może z kolei stać się opsoniną lub sam przekształcić się w konwertazę C3.
Każda z form konwertazy C3 po przyłączeniu dodatkowego składnika 3b (w formie C4b2a3b lub C3bBb3b) nosi nazwę konwertazy C5.